# 空軍航空技術學院
空軍航空技術學院（Air Force Institute of Technology），簡稱為航院或航技學院，屬於學士制並附設專科部軍事學校，於2001年經中華民國教育部評鑑改制為技術學院，並於2002年8月1日改名為空軍航空技術學院。 
空軍航空技術學院負責培訓各式空軍地勤人員，主要科系有航空機械、土木工程、技術補給、通信電子、飛航管制及大氣量測…等，培訓出二年制技術學院軍官及二年制專科技職士官，作為中華民國的國防科技之發展及國家技職教育之培訓院校，亦為中華民國軍事院校中唯一培訓航空專業人才的技勤幹部學院。

## 部徽意涵
1. 校徽盾牌代表防衛，本校係軍事學校，負有保國衛民之軍人天職。
2. 盾牌中藍色表示空軍，銀色周邊表示戰機（銀翼），紅色表示本校官、生、兵保國衛民的熱血。
3. 盾牌中心之巨輪表示航空機械，電子表示通信電子，巨輪為電子所圍繞，象徵本校由航機與電子整合而成。

## 歷史沿革
空軍航空技術學院前身為空軍機械學校與空軍通信電子學校合併。1933年10月，國民政府為培植航空機械技術人員，成立中央航空機械學校籌備委員會，並於1936年3月16日建校於江西南昌顺化门外机场的南端；1937年因蘆溝橋七七事變爆發，日軍大舉侵略，政府決心長期對日抗戰，國民政府遷都重慶，各機關學校、工廠紛紛追隨政府向後方西南各省轉移。空軍亦選定以四川為基地全部後移大後方，8月遷校往內地後方於四川省成都市南门外上桑里原先的一所机械厂改作校址，其大致位置在武侯祠东侧，1938年11月1日改制為「空軍機械學校」；1949年遷至臺灣省高雄縣岡山鎮（今臺灣高雄市岡山區）。大陆时期负责人（校长/教育长）先后为钱昌祚、王士倬、刘牧群、李怀民、文士龙等。空军机械学校设高级班、正科班、初级班，分别招收大学、高中、初中毕业生，以培养成中、高階机械干部、基層机械干部、机械军士。军佐班应该是在正科班下附设，全称为“候补军佐教育班”，招收行伍出身、没有正规学历、服务满已六年的空军机械士，施以一年零三个月的教育（其中前三个月为入伍期），毕业后随即分发以官佐身份任用。
另一方面，1937年國民政府因感空軍通信技術人員缺乏，於杭州筧橋成立「中央航空學校附設通信人員訓練班」；1941年2月亦遷至四川成都，並更名為「空軍通信人員訓練班」；1944年1月1日正式成立「空軍通信學校」，1949年亦遷至高雄岡山；由於空軍通信電子裝備精進，通信電子教育領域日益擴大，於1957年更名為「空軍通信電子學校」。機校培養空軍地勤技術軍士官，通校則為通訊電子技術軍士官，以空軍地勤人員而言機校所培育人員佔為重要大宗。由於學校歷史悠久，兩校畢業生參與過各大著名戰役以及歷史上知名的部隊，包括大陸時期（至1949年）的抗日戰爭、第二次世界大戰盟軍中美空軍混合團、第二次國共內戰、在台復校時期（至1990年）的臺海戰役、越戰、冷戰時期的空軍黑蝙蝠中隊、以及空軍大漠特遣隊軍援中東北葉門大漠計畫等。
1996年8月1日，空軍機械學校與空軍通信電子學校併編為「空軍航空技術學校」，以配合中華民國國軍兵力整建政策。2000年經教育部評鑑，改制為技術學院，空軍航空技術學院成為中華民國空軍專門培育二年制技術學院軍官及專科技職士官的技勤幹部學院。
| 年     | 月日     | 事跡                                                             |
| ------ | -------- | ---------------------------------------------------------------- |
| 1933年 | 10月     | 「中央航空機械學校」籌備委員會成立                               |
| 1936年 | 3月16日  | 中央航空機械學校江西南昌建校                                     |
| 1937年 | 春       | 中央航空學校設立「通信人員訓練班」                               |
| 1937年 | 8月      | 中央航空機械學校因對日抗戰遷校至四川成都                         |
| 1938年 | 11月1日  | 中央航空機械學校改制為空軍機械學校                               |
| 1941年 | 2月      | 「通信人員訓練班」亦遷至四川成都，並改名為「空軍通信人員訓練班」 |
| 1944年 | 1月1日   | 「空軍通信學校」正式成立                                         |
| 1949年 | 11月15日 | 因國共內戰皆遷至臺灣高雄岡山                                     |
| 1957年 | -        | 「空軍通信学校」更名為「空軍通信電子學校」                       |
| 1996年 | 8月1日   | 「空軍通信電子學校」與「空軍機械學校」併編為「空軍航空技術學校」 |
| 2002年 | 8月1日   | 改制為「空軍航空技術學院」                                       |

## 校區
學校座落於高雄市岡山區，「通信電子學校」原校址為第一校區（介壽校區），教育行政人員均於第一校區辦公；「機械學校」原校址為第二校區（巨輪校區）。
學校二技部設有飛機工程系、通信電子系、管理系、軍事氣象系等四系，二專部設有航空工程科、通信電子科、航空電子科、氣象電子科、機械科、後勤管理科、應用外語科等七科

## 學院特色
- 為中華民國目前唯一培訓航空專業人才的軍事學院。
- 二年制技術學院並兼辦二年制專科及軍事兵科教育訓練。
- 培養航空修護技術專業學府，具備完整之航空修護技術裝備。
- 招收之學生於求學期間享有公費待遇，每月並有薪餉一萬餘元。
- 具有勞動部勞動力發展署評鑑合格之各類技術證照考照場地，除了辦理專案輔導空軍各單位人員，以及校內教職學生考照之外，並肩負國軍南部地區各類技術證照輔導訓練，以及勞動部委辦考照工作。
- 學生畢業後分發中華民國空軍各單位服務，畢業後即就業，升學、就業、服役一次完成。

## 歷任校長

### 合併前
| 空軍機械學校 | 空軍機械學校 | 空軍機械學校 | 空軍機械學校       | 空軍通信電子學校 | 空軍通信電子學校 | 空軍通信電子學校 | 空軍通信電子學校   |
| 項次         | 姓名         | 軍階         | 任期 （民國紀年）  | 項次             | 姓名             | 軍階             | 任期 （民國紀年）  |
| ------------ | ------------ | ------------ | ------------------ | ---------------- | ---------------- | ---------------- | ------------------ |
| 第一任       | 錢昌祚       | 上校         | 22-03-01至27-03-01 | 第一任           | 蔣中正           | 特級上將         | 33-01-01至36-11-01 |
| 第二任       | 蔣中正       | 特級上將     | 27-03-01至36-10-01 | 第二任           | 鄧志堅           | 上校             | 36-11-01至37-01-01 |
| 第三任       | 李懷民       | 上校         | 36-10-01至36-12-01 | 第三任           | 方朝俊           | 上校             | 37-01-01至41-03-01 |
| 第四任       | 文士龍       | 上校         | 36-12-01至42-05-01 | 第四任           | 姜獻祥           | 上校             | 41-03-01至43-01-01 |
| 第五任       | 周祖達       | 上校         | 42-07-01至44-05-01 | 第五任           | 萬承烈           | 上校             | 43-01-01至44-02-01 |
| 第六任       | 佘秉樞       | 少將         | 44-12-01至49-01-01 | 第六任           | 李學炎           | 少將             | 44-02-01至47-02-01 |
| 第七任       | 胡祖興       | 少將         | 49-01-01至52-02-01 | 第七任           | 楊仲安           | 少將             | 47-02-01至53-03-01 |
| 第八任       | 曹起成       | 少將         | 52-03-01至55-06-01 | 第八任           | 劉秉寬           | 少將             | 53-03-01至56-03-01 |
| 第九任       | 袁和         | 少將         | 55-07-01至56-08-01 | 第九任           | 趙珊             | 少將             | 56-04-16至58-09-01 |
| 第十任       | 李登梅       | 少將         | 56-09-01至59-07-01 | 第十任           | 侯傑             | 少將             | 58-11-26至61-03-31 |
| 第十一任     | 何敏寬       | 少將         | 59-07-01至61-03-01 | 第十一任         | 周恂             | 少將             | 61-04-01至62-09-30 |
| 第十二任     | 孫泮中       | 少將         | 61-03-01至64-02-01 | 第十二任         | 曹津生           | 少將             | 62-10-01至64-07-01 |
| 第十三任     | 王寶智       | 少將         | 64-02-01至65-03-01 | 第十三任         | 左宗惠           | 少將             | 64-07-01至65-04-06 |
| 第十四任     | 韋天驊       | 少將         | 65-03-01至68-04-01 | 第十四任         | 宋嶽雲           | 少將             | 65-08-01至67-11-11 |
| 第十五任     | 陳立銳       | 少將         | 68-04-01至70-11-01 | 第十五任         | 劉鳳紀           | 少將             | 67-11-11至68-09-21 |
| 第十六任     | 熊逸初       | 少將         | 70-11-01至72-07-01 | 第十六任         | 李漢             | 少將             | 68-09-21至70-09-11 |
| 第十七任     | 杜劍青       | 少將         | 72-07-01至77-11-01 | 第十七任         | 李文寶           | 少將             | 70-09-11至72-06-16 |
| 第十八任     | 李傅賢       | 少將         | 77-11-01至80-08-01 | 第十八任         | 侯光軍           | 少將             | 72-06-16至74-03-01 |
| 第十九任     | 陳信雄       | 少將         | 80-09-01至85-07-31 | 第十九任         | 虞尚仁           | 少將             | 74-03-01至76-08-01 |
|              |              |              |                    | 第二十任         | 范岌熒           | 少將             | 76-08-01至78-09-01 |
|              |              |              |                    | 第二十一任       | 諶聰海           | 少將             | 78-09-01至82-12-01 |
|              |              |              |                    | 第二十二任       | 關杰昌           | 少將             | 82-12-01至85-07-31 |

### 空軍航空技術學校
| 歷任   | 軍階 | 姓名   | 任期時間                    |
| ------ | ---- | ------ | --------------------------- |
| 第一任 | 少將 | 關杰昌 | 1996年8月1日-1998年7月31日  |
| 第二任 | 少將 | 高政   | 1998年8月1日-2001年9月30日  |
| 第三任 | 少將 | 趙德榮 | 2001年10月1日-2002年7月31日 |

### 空軍航空技術學院
| 歷任     | 軍階 | 姓名   | 任期時間                      |
| -------- | ---- | ------ | ----------------------------- |
| 第一任   | 少將 | 趙德榮 | 2002年8月1日-2004年5月31日    |
| 第二任   | 少將 | 陳萬軍 | 2004年6月1日-2005年2月28日    |
| 第三任   | 少將 | 賈澤民 | 2005年3月1日-2007年12月31日   |
| 第四任   | 少將 | 張延廷 | 2008年1月1日-2011年7月31日    |
| 第五任   | 少將 | 李國祥 | 2011年8月1日-2014年4月30日    |
| 第六任   | 少將 | 陳宗禔 | 2014年5月1日－2016年10月31日  |
| 第七任   | 少將 | 陳篤敢 | 2016年11月1日－2017年10月31日 |
| 第八任   | 少將 | 宋力強 | 2017年11月1日－2020年9月30日  |
| 第九任   | 少將 | 荊元宇 | 2020年10月1日－2022年2月28日  |
| 第十任   | 少將 | 田忠儀 | 2022年3月1日一2023年7月31日   |
| 第十一任 | 少將 | 李瀚鼎 | 2023年8月1日一現任            |

## 中華民國國內學校策略聯盟
大專院校策略聯盟
- 國立高雄科技大學
- 國立屏東科技大學
- 國立屏東大學
- 文藻外語大學
- 正修科技大學
- 樹德科技大學
- 輔英科技大學
- 高苑科技大學
- 育達科技大學
- 康寧大學

高級中等學校策略聯盟
- 國立岡山高級農工職業學校

## 外部連結
- 官方网站